# Aiguille du Plat de la Selle
Aiguille du Plat de la Selle – szczyt w grupie górskiej Écrins, w Alpach Delfinackich, części Alp Zachodnich. Leży w południowo-wschodniej Francji, w regionie Owernia-Rodan-Alpy.
Pierwszego wejścia dokonali Henri Cordier, Jakob Anderegg i Andreas Maurer 28 czerwca 1876 r.